# アンリ・ド・トゥールーズ＝ロートレック
アンリ・マリー・レイモン・ド・トゥールーズ＝ロートレック＝モンファ（フランス語: Henri Marie Raymond de Toulouse-Lautrec-Monfa）、1864年11月24日 - 1901年9月9日）は、フランスの画家。一般的に姓は「トゥールーズ＝ロートレック」、または単に「ロートレック」と呼ばれることが多い。

## 生涯

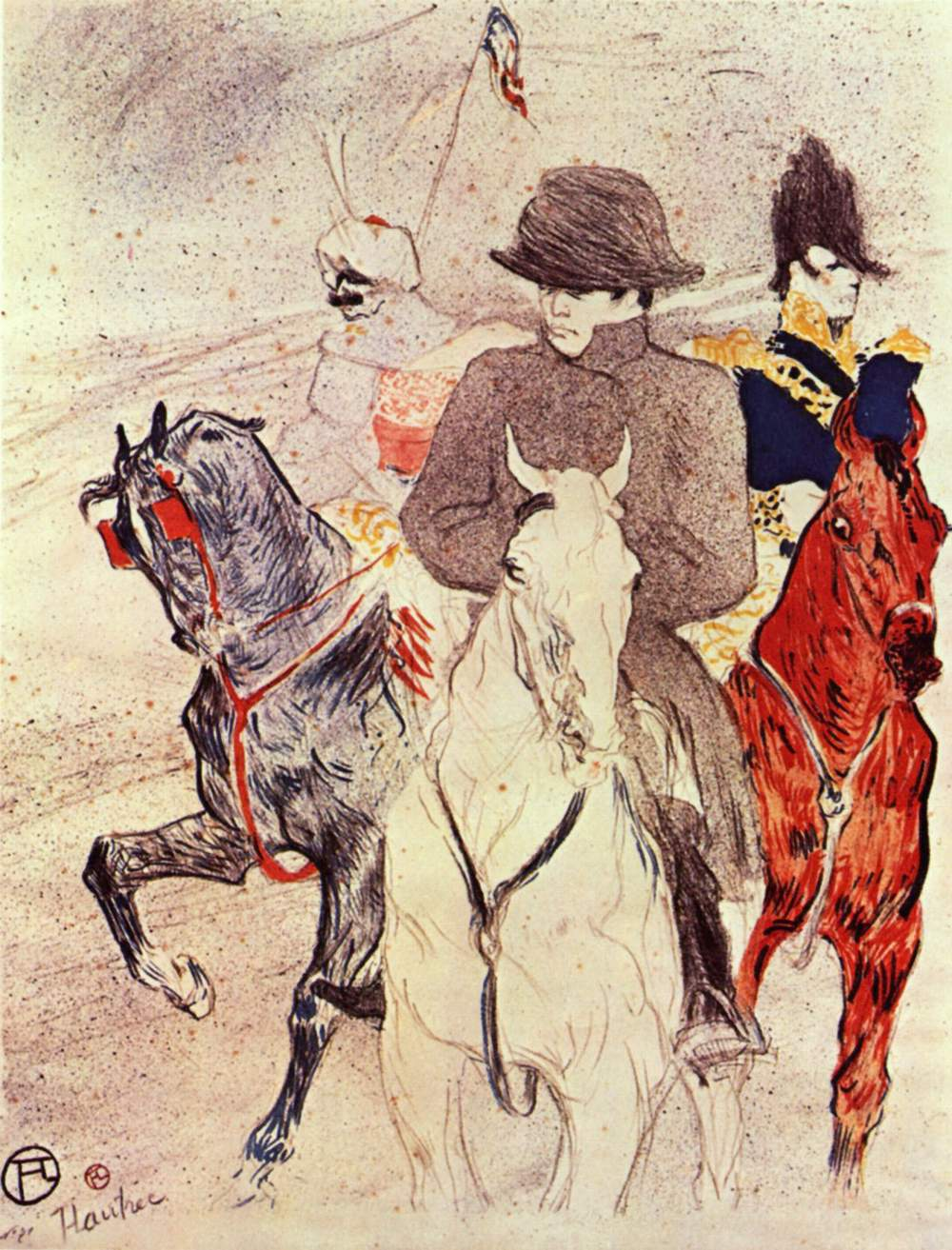
リトグラフ『ナポレオン』

南仏のアルビで生まれる。トゥールーズ＝ロートレック家は伯爵家であり、祖先は9世紀のシャルルマーニュ時代までさかのぼることができる名家であった。両親はいとこ同士で、父のアルフォンス伯は、奇妙な服装をするなど、変わり者で有名であった。
トゥールーズ＝ロートレックは、幼少期には「小さな宝石（仏: Petit Bijou）」と呼ばれて家中から可愛がられて育った。しかし弟が夭折すると両親が不仲となり、8歳のときには母親と共にパリに住むようになった。そこで絵を描き始めた。すぐに母親は彼の才能を見出し、父親の友人の画家からレッスンを受けるようになった。しかし13歳の時に左の大腿骨を、14歳の時に右の大腿骨をそれぞれ骨折して以降脚の発育が停止し、成人した時の身長は152cmに過ぎなかった。胴体の発育は正常だったが、脚の大きさだけは子供のままの状態であった。現代の医学的見解では彼の症状は、近親婚に起因する骨粗鬆症や骨形成不全症などの遺伝子疾患であったと考えられている。病気により、アルビに戻ったトゥールーズ＝ロートレックは活動を制限され、父親からは疎まれるようになり、孤独な青春時代を送った。
1882年にパリに出て、当初はレオン・ボナの画塾で学んだが、まもなくして画塾が閉鎖されたため、モンマルトルにあったフェルナン・コルモンの画塾に移り、以後は晩年まで同地で活動するようになった。なお、コルモンの画塾ではファン・ゴッホ、エミール・ベルナールらと出会っている。

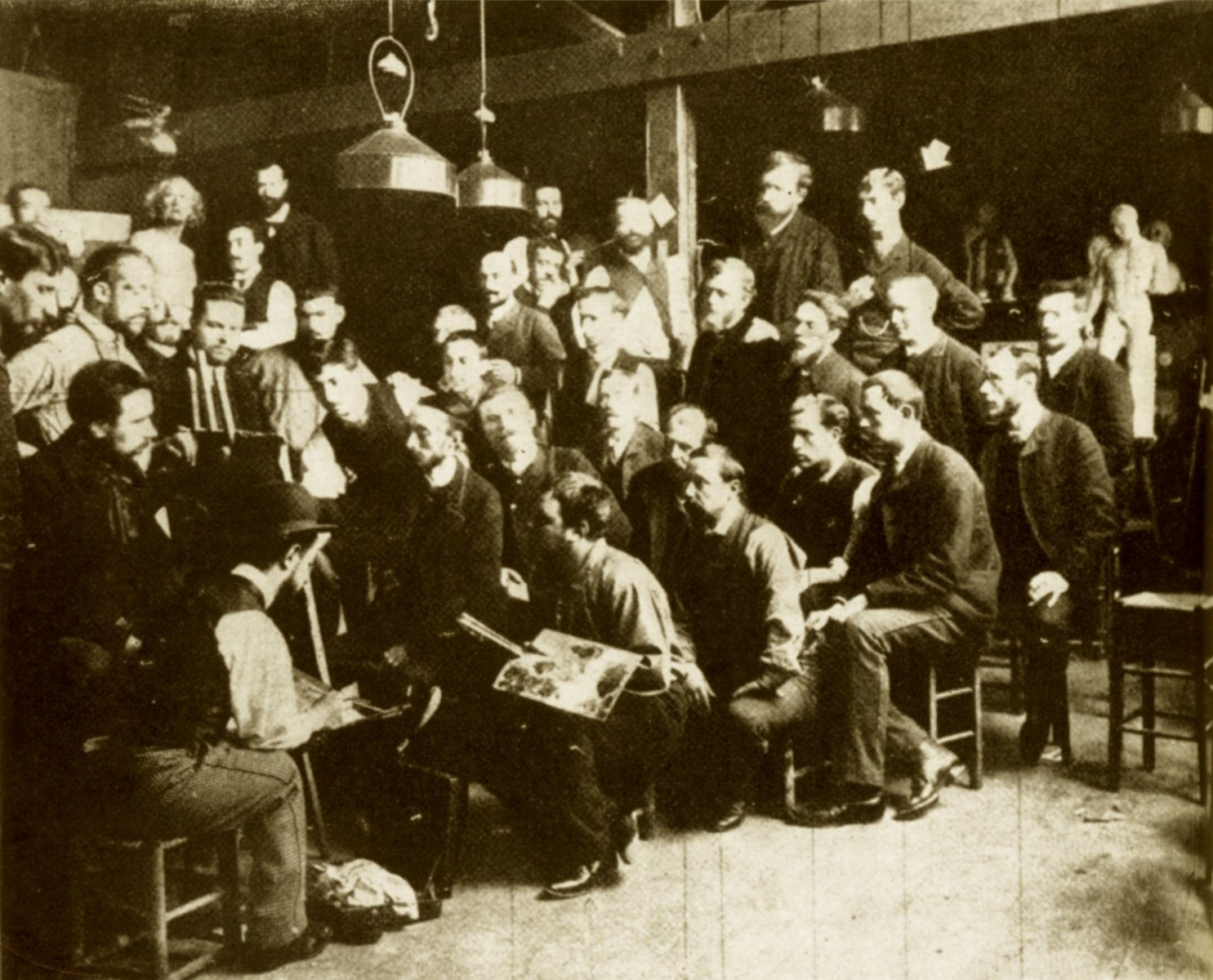
1885年頃のコルモン画塾。手前左端の帽子を被った人物がトゥールーズ＝ロートレック。その右上のカンヴァスに向かう人物がコルモン。

絵画モデルであった、マリー＝クレマンチーヌ・ヴァラドン（後のシュザンヌ・ヴァラドン）のデッサンの才能を高く評価し、彼女が画家となるきっかけを作った。彼女をシュザンヌと呼び始めたのもトゥールーズ＝ロートレックである。

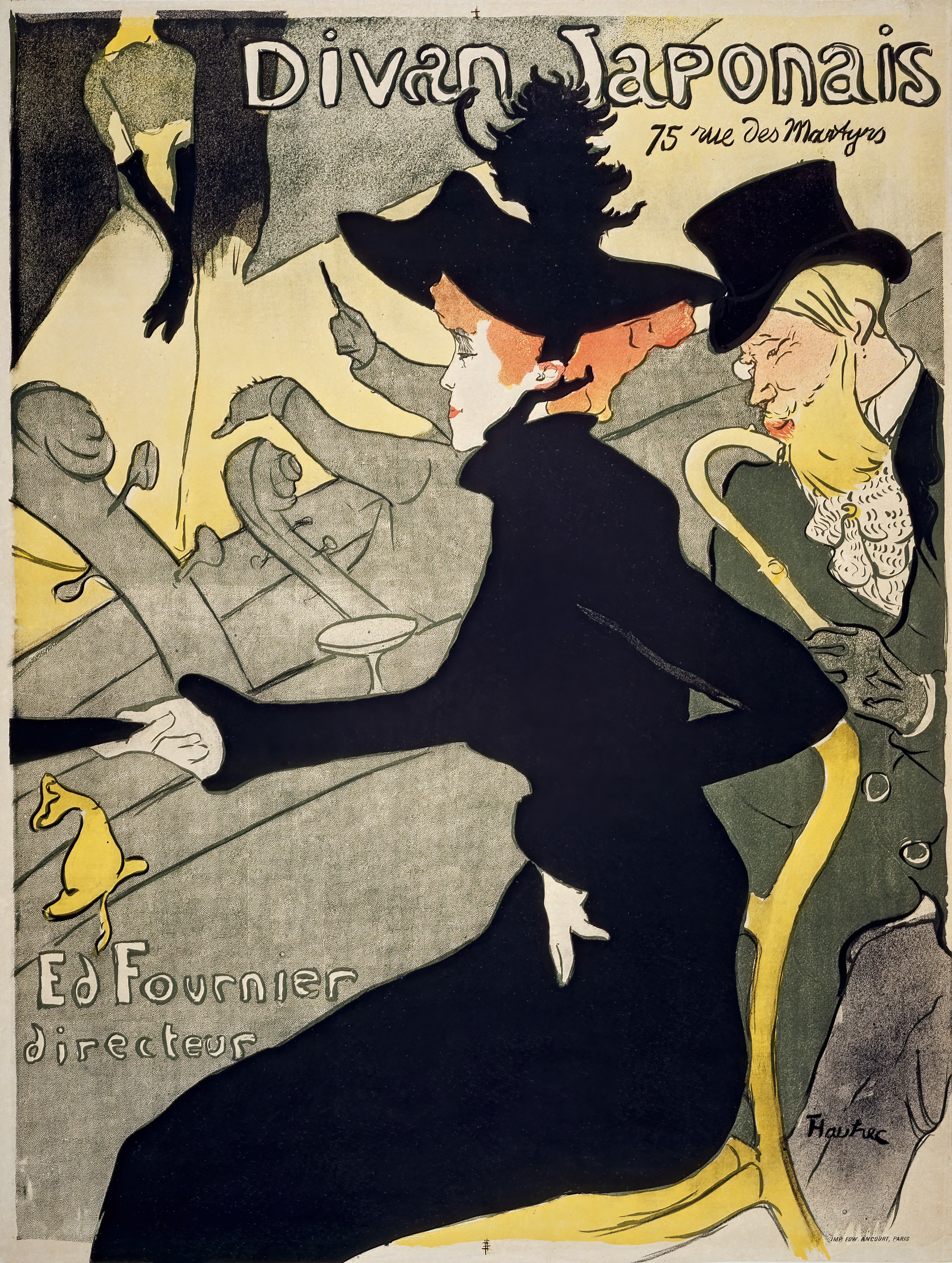
ポスター『ディヴァン・ジャポネ』、1892年

自身が身体障害者として差別を受けていたこともあってか、娼婦、踊り子のような夜の世界の女たちに共感。パリのムーラン・ルージュをはじめとしたダンスホール、酒場などに入り浸り、旺盛な性欲をもとに娼婦たちと頻繁に関係を持つデカダンな生活を送った。そして、彼女らを愛情のこもった筆致で描いた。ロートレックは1891年からリトグラフを製作し始めた。作品には「ムーラン・ルージュ」などのポスターの名作も多く、ポスターを芸術の域にまで高めた功績でも美術史上に特筆されるべき画家であり、「小さき男（仏: Petit Homme）」、「偉大なる芸術家（仏: Grand Artiste）」と形容される。また、脚の不自由だった彼は、しばしば疾走する馬の絵を描いている。彼のポスターやリトグラフは日本美術から強い影響を受けており、自身のイニシャルを漢字のようにアレンジしたサインも用いた。
差別を受けたストレスなどからアブサンなどの強い酒に溺れ、アルコール依存に陥っていた他、奔放な性生活もあって梅毒も患っており、心身共に衰弱していった。家族によってサナトリウムに短期間強制入院させられた後、友人らと旅行に出た後の1901年8月20日、パリを引き払って母親のもとへ行き、同年9月9日、ジロンド県のサンタンドレ＝ドゥ＝ボワ近郊にある母親の邸宅、マルロメ城で両親に看取られ脳出血で死去した。最期の言葉は、障害を持つようになってから自身を蔑み、金品は与えたが描く絵を決して認めなかった父親に対して発した「馬鹿な年寄りめ！（Le vieux con!）」であったとされる。36歳没。城の近くのヴェルドレに埋葬された。
死後、彼の作品は父親の意向により、母親と暮らしたパリでの少年時代からの親友で画商のモーリス・ジョワイヤンによって管理されることとなった。彼らによって1922年、アルビにトゥールーズ＝ロートレック美術館が設立された。
ジョワイヤンはトゥールーズ＝ロートレックの伝記及び、美食家であり料理人やパーティーの有能なホストだった彼の一面を紹介した『独身モモ氏の料理法』といった本を著した。現在、『独身モモ氏～』のレシピはアルビの多くのレストランで供されている。
生家のボスク城は親しい間柄だった母方の従兄弟ガブリエル・タピエ・ド・セレイランが相続し、後にその末裔の女性によって博物館として管理されるようになった。没したマルロメ城はワインの醸造で知られている。
なお、トゥールーズ＝ロートレックを扱った映画としては1952年のアメリカ映画『赤い風車』、1999年のフランス映画『葡萄酒色の人生』などがある。

## 代表作

トゥールーズ＝ロートレックのサイン

- 『ムーラン・ルージュのラ・グーリュ』"Moulin Rouge - La Goulue"（1891） リトグラフ
- 『エルドラド』" ELDORADO"（1892）  リトグラフ
- 『ムーラン・ルージュにて』"Au Moulin Rouge"（1892-95）（シカゴ美術館）
- 『写真家セスコー』"Sescau Photographe"（1894）

### 文集（訳書）
- 『ロートレックの料理法　美食の饗宴』モーリス・ジョワイヤン編、美術公論社、1989年
- 『トゥールーズ＝ロートレック　世紀末のモンマルトルにて』、主に書簡による画文集

藤田尊潮編訳、八坂書房〈自作を語る画文集〉、2014年。ISBN 978-4-89694-167-8

## 関連作品
- 映画『赤い風車』 (1952年、アメリカ映画）ロートレックを演じたホセ・フェラーはアカデミー主演男優賞にノミネートされた。身長180cm近い健常者のフェラーは、膝立ちになって膝に靴を着けることで、ロートレックの短い足の姿を再現した。
- 映画『葡萄酒色の人生』（1999年、フランス映画）
- 映画『ムーラン・ルージュ』（2001年、アメリカ・オーストラリア映画）
- 小説『ロートレック荘事件』（1990年、筒井康隆）
- 漫画『ギャラリーフェイク』37巻ART.2「ロートレックの晩餐会」

## ギャラリー

### 絵画

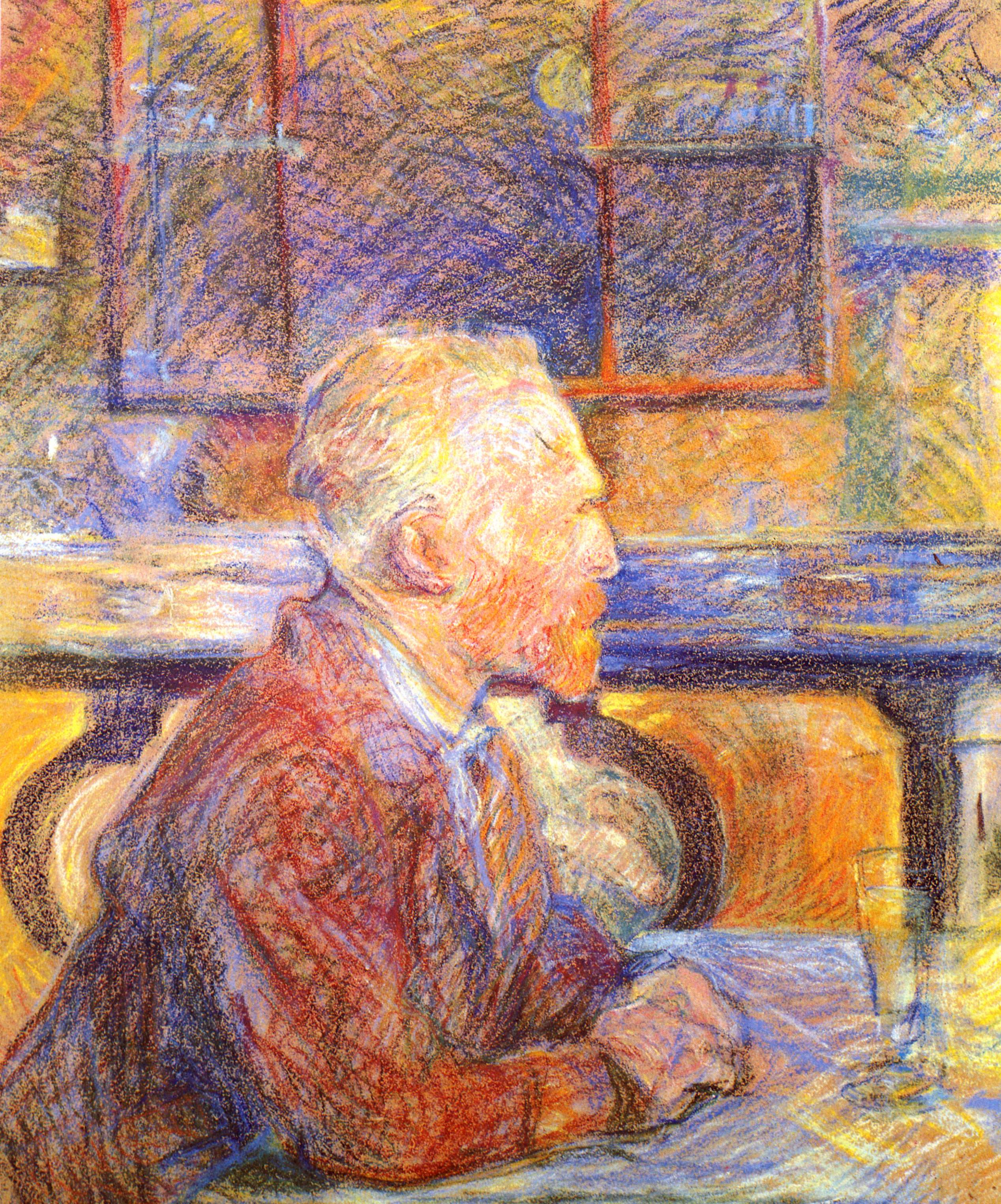
『フィンセント・ファン・ゴッホ』 "Vincent van Gogh" 1887年
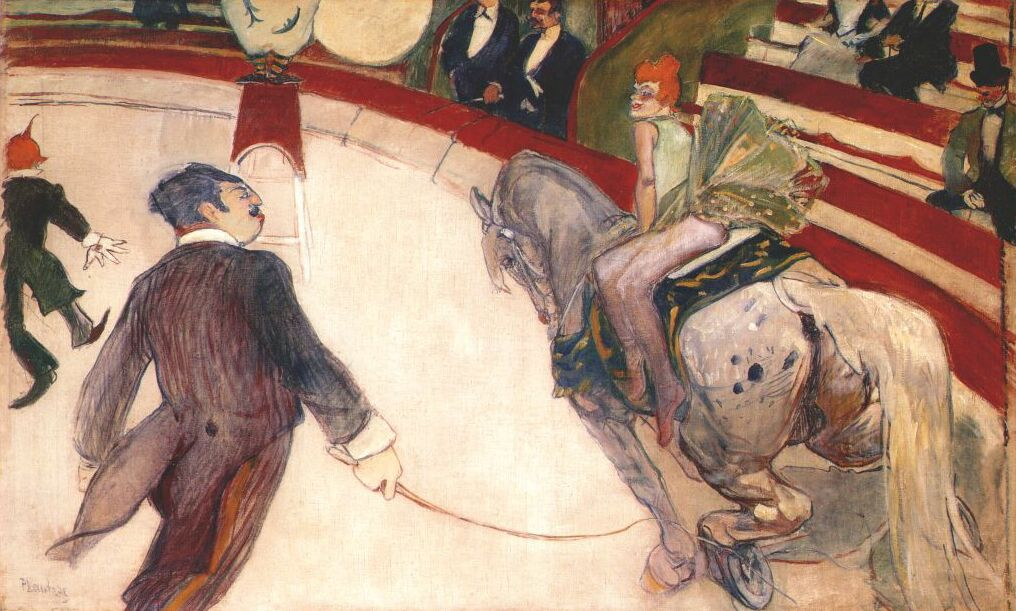
『フェルナンド・サーカスにて』 "Au cirque Fernando, l'écuyère" 1888年
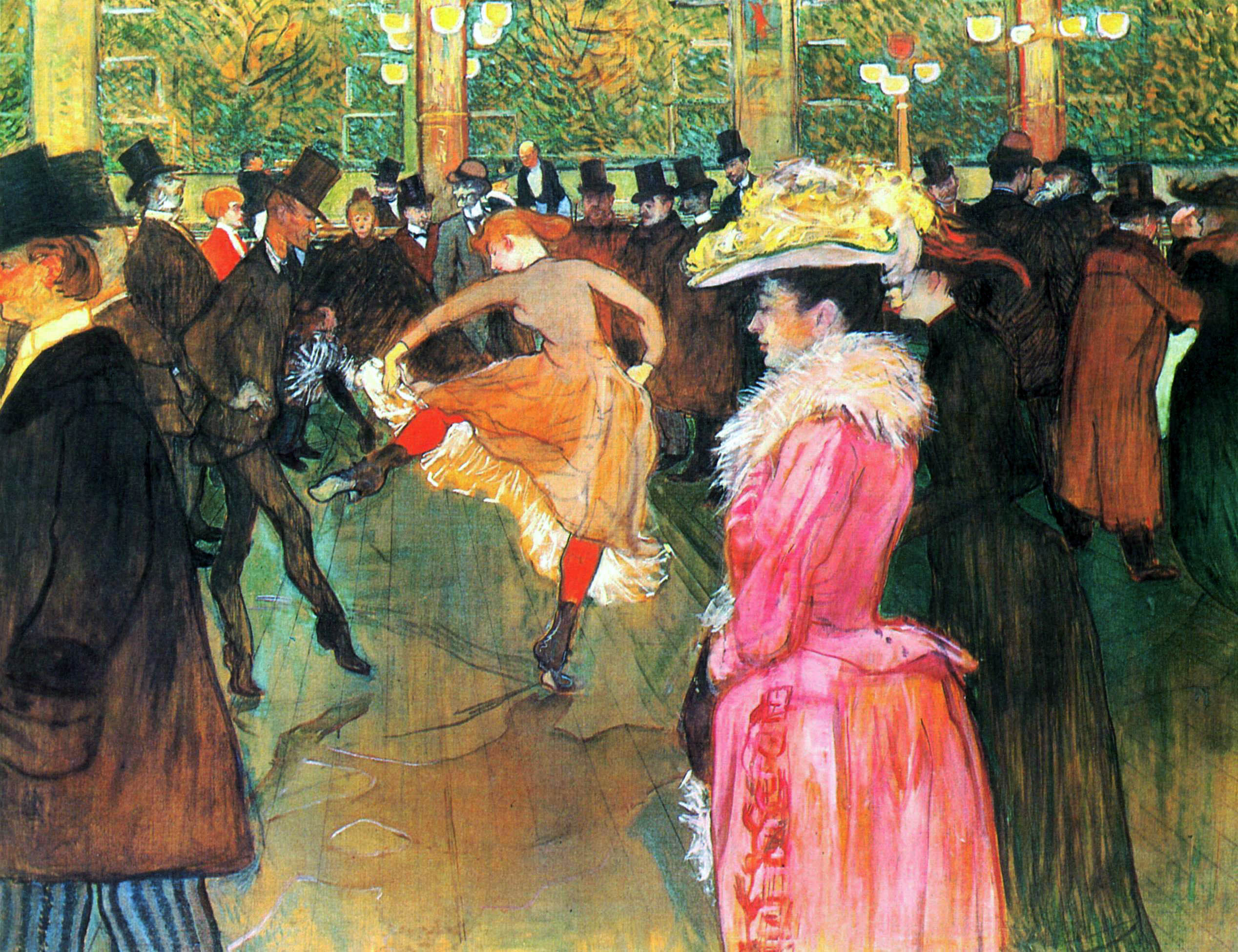
『ムーラン・ルージュの舞踏会』 "Bal au Moulin Rouge" 1890年
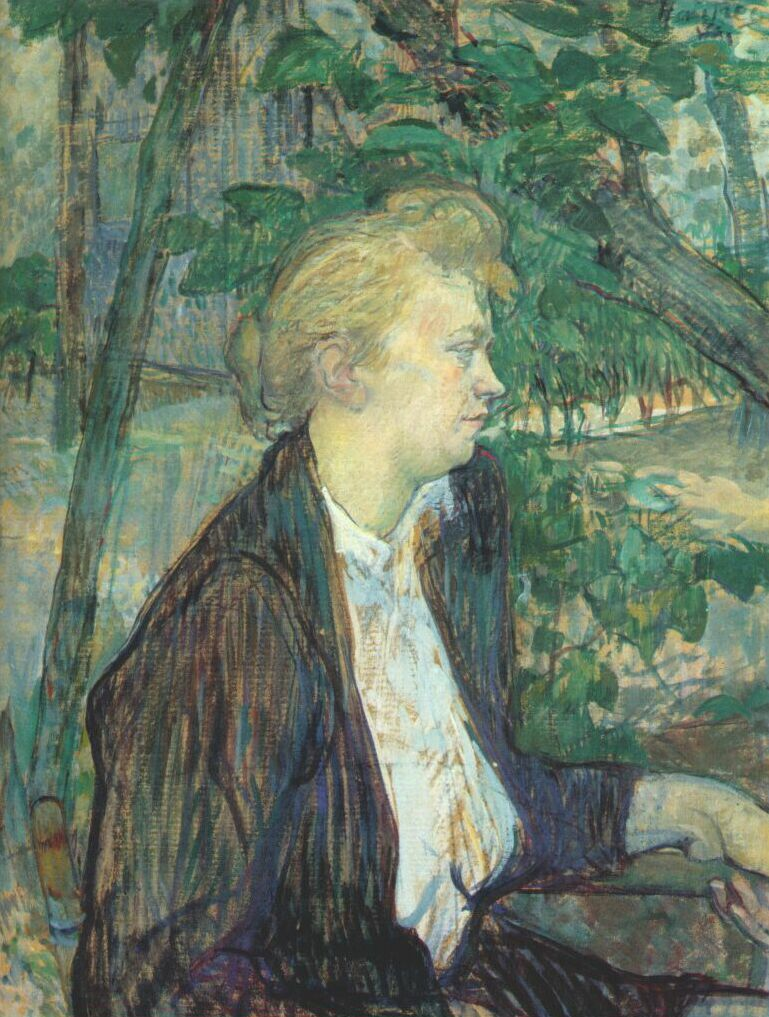
『ガブリエルの肖像』 "Gabrielle" 1891年
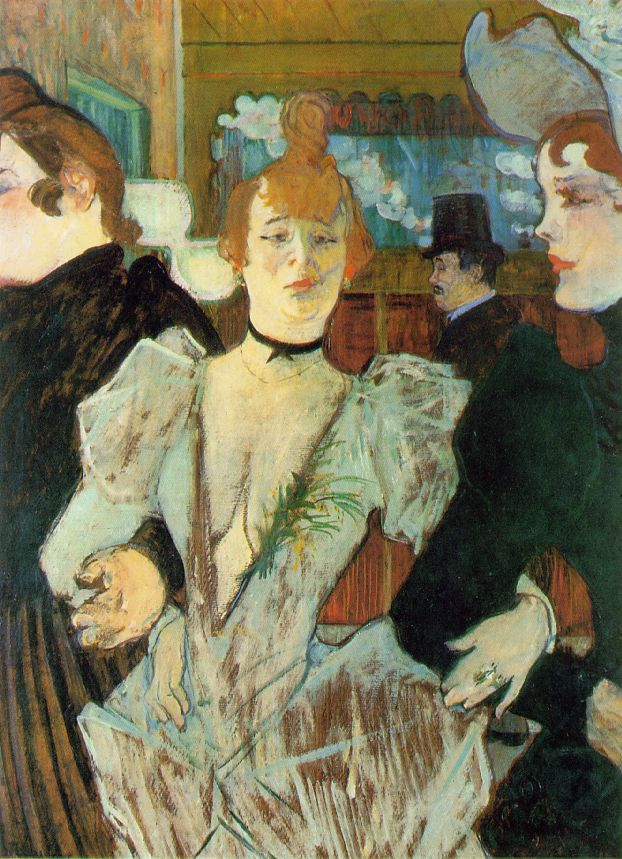
『ムーラン・ルージュに入るラ・グリュ』 "La Goulue arrivant au Moulin Rouge" 1892年
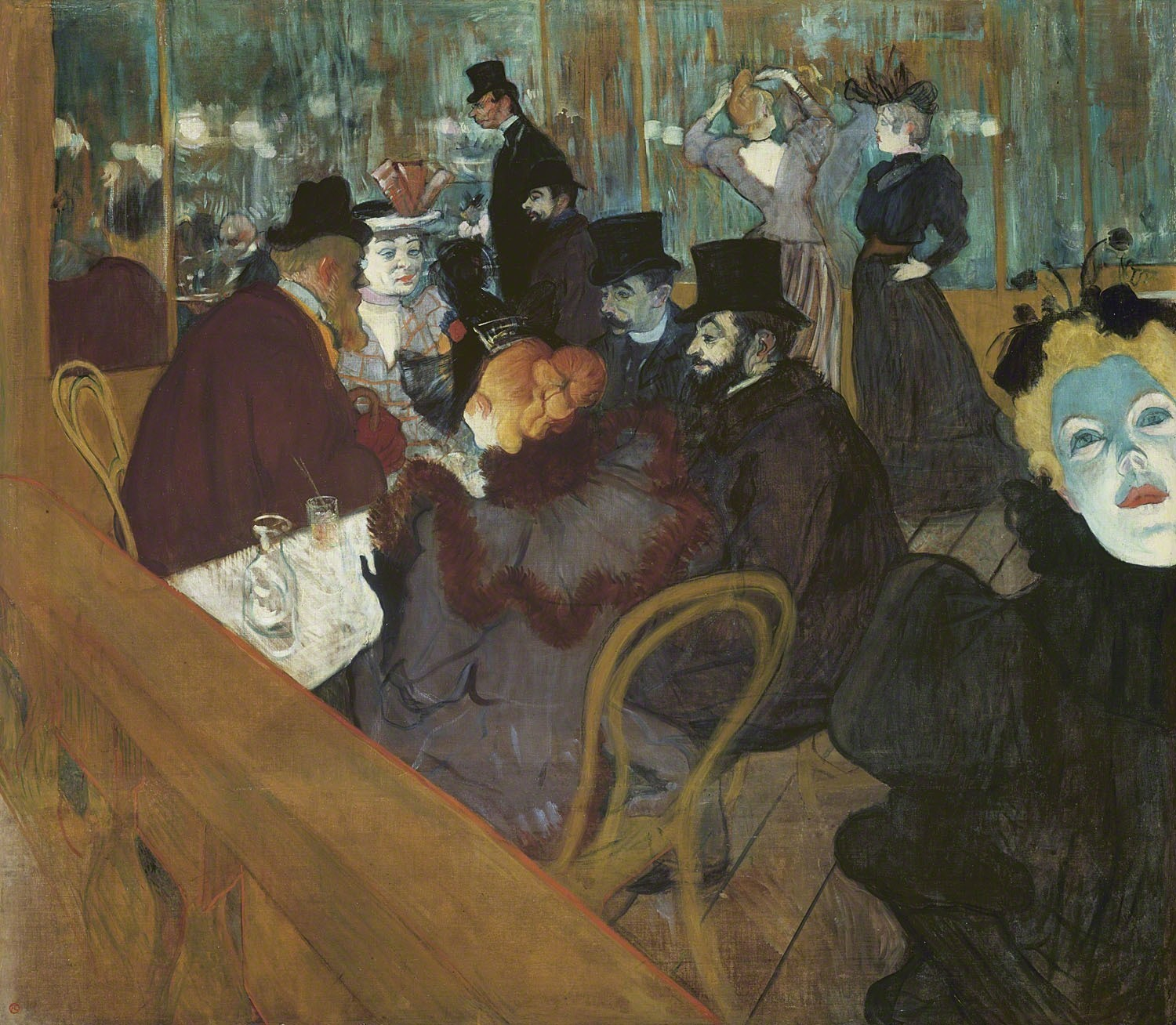
『ムーラン・ルージュにて』 "Au Moulin Rouge" 1892年
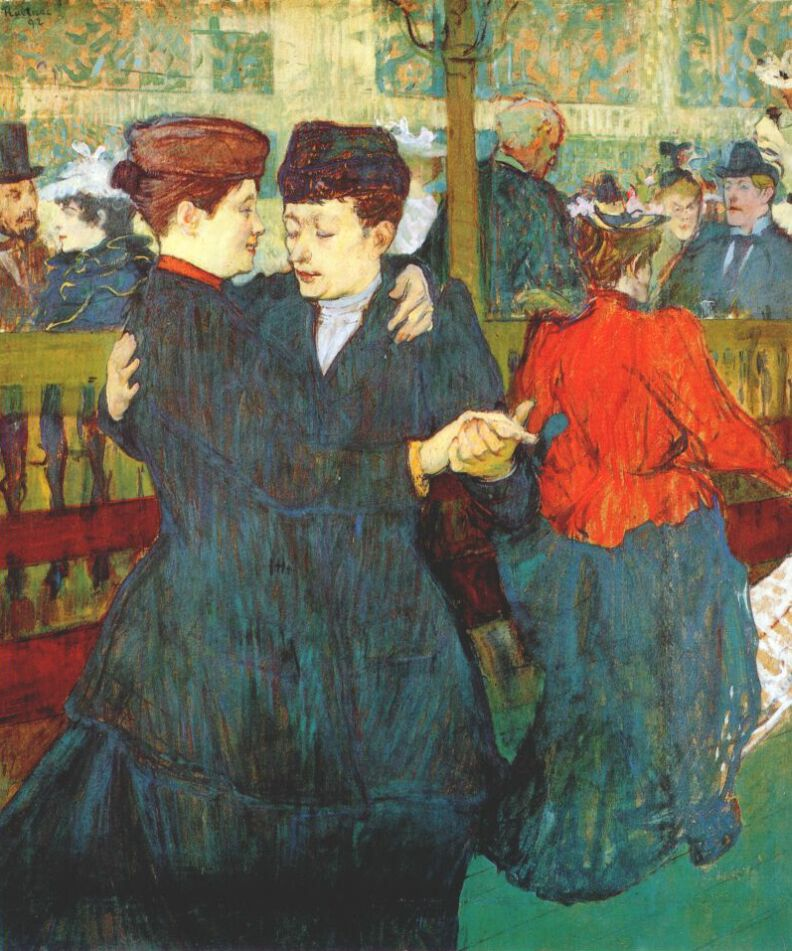
『ムーラン・ルージュにて、二人の女性』 "La danse au Moulin Rouge" 1892年
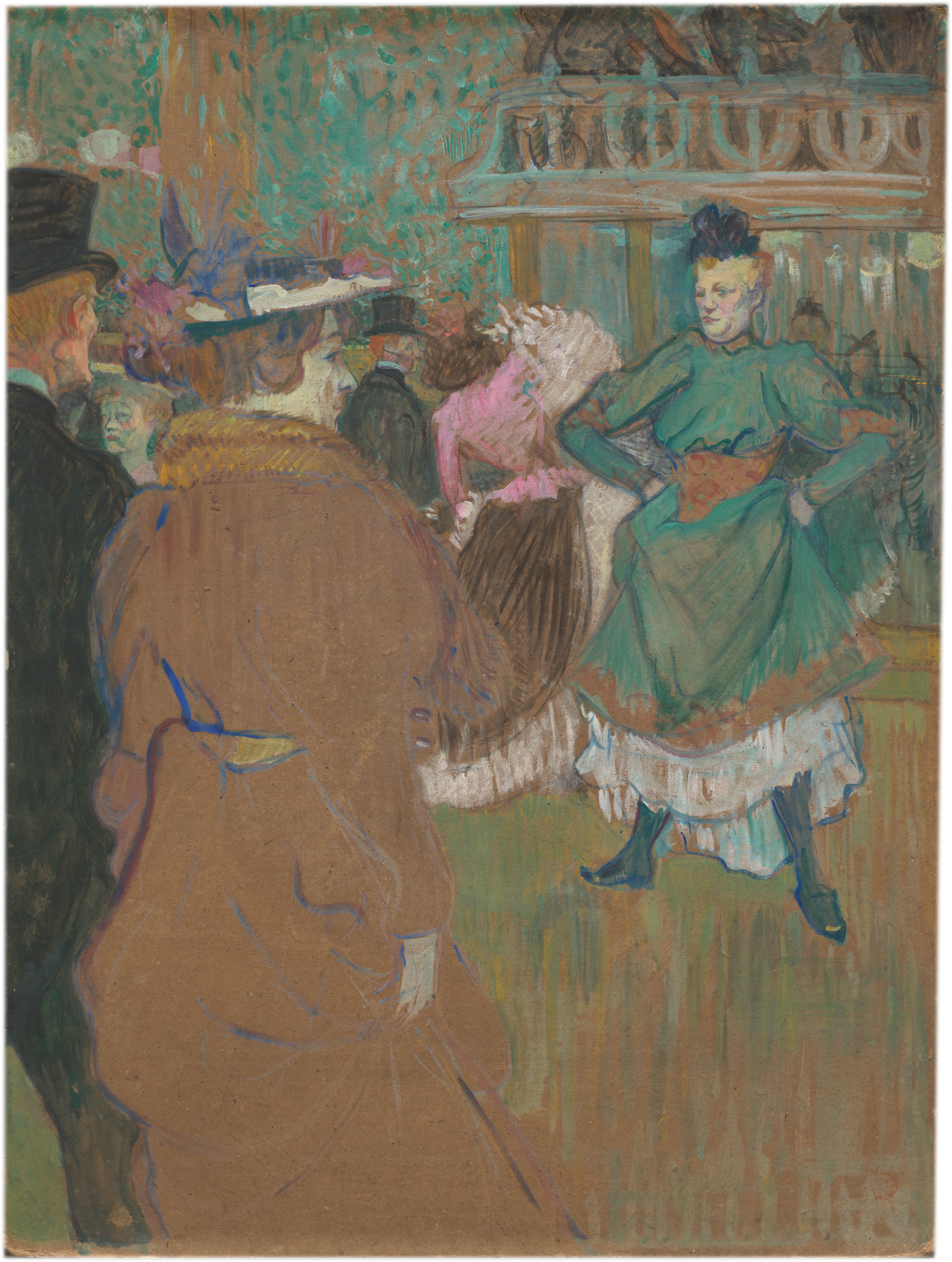
『ムーラン・ルージュのカドリール』 "Quadrille Moulin Rouge" 1892年
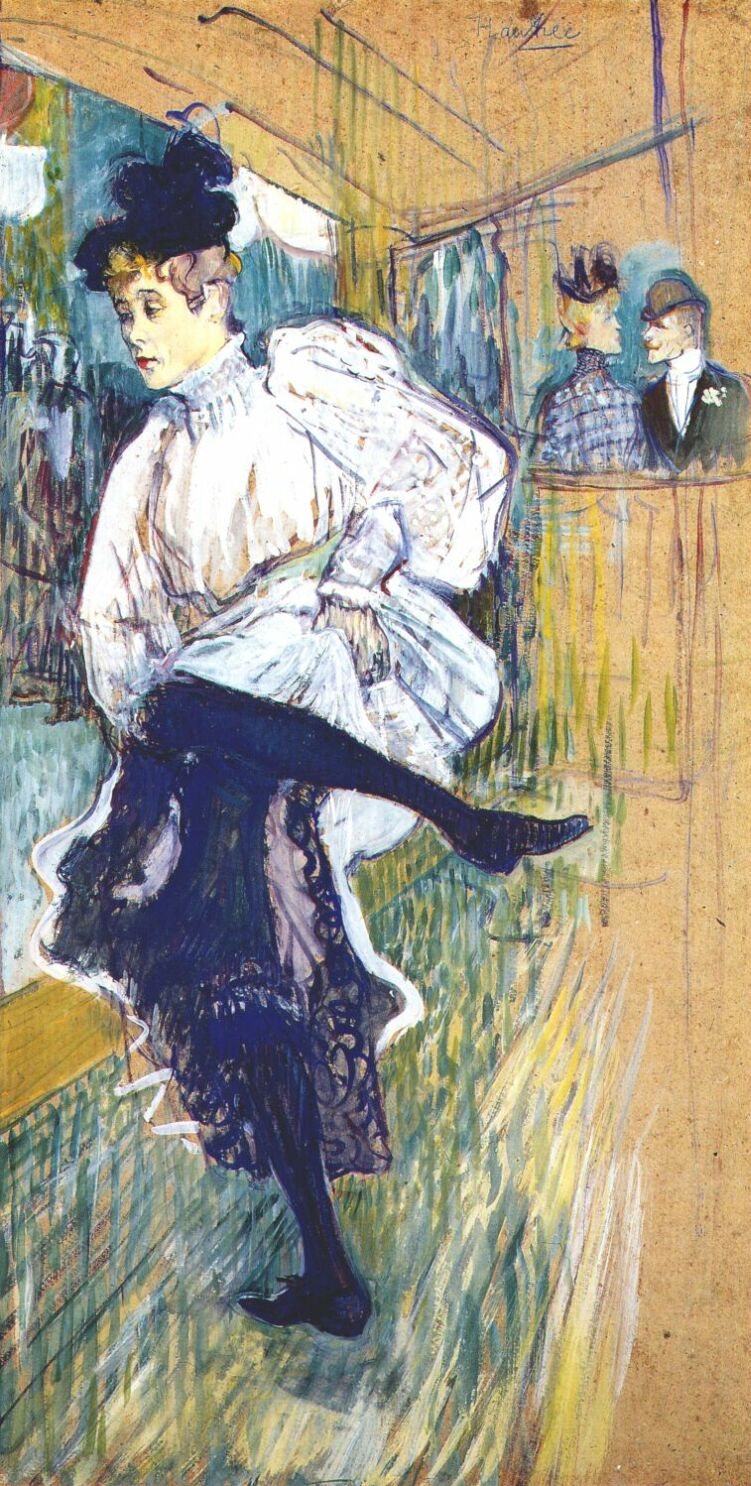
『踊るジャンヌ・アヴリル』 "Jane Avril dansant" 1892年
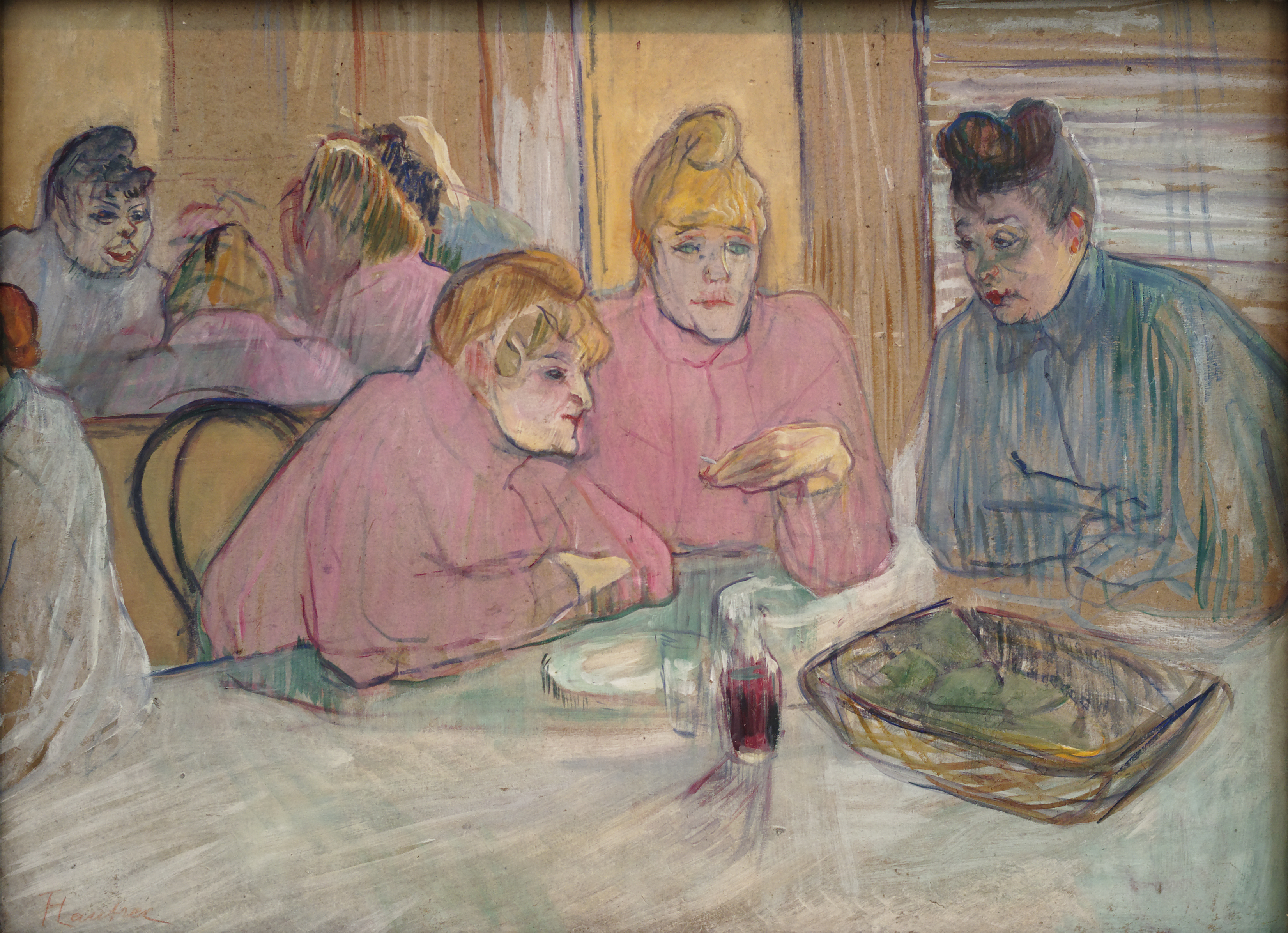
『食堂の女性達』 "Ces dames au réfectoire" 1893-94年頃
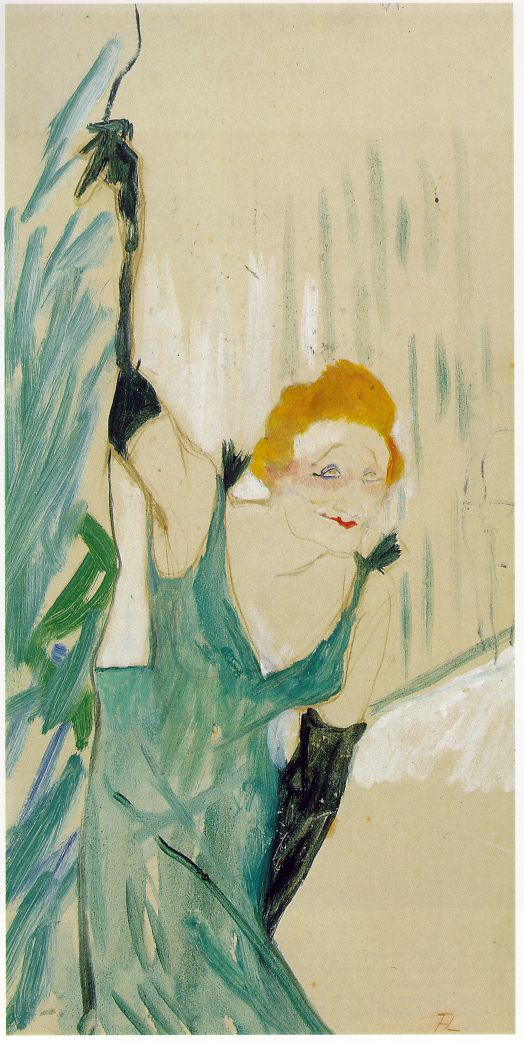
『イヴェット・ギルベール』 "Yvette Guilbert" 1894年
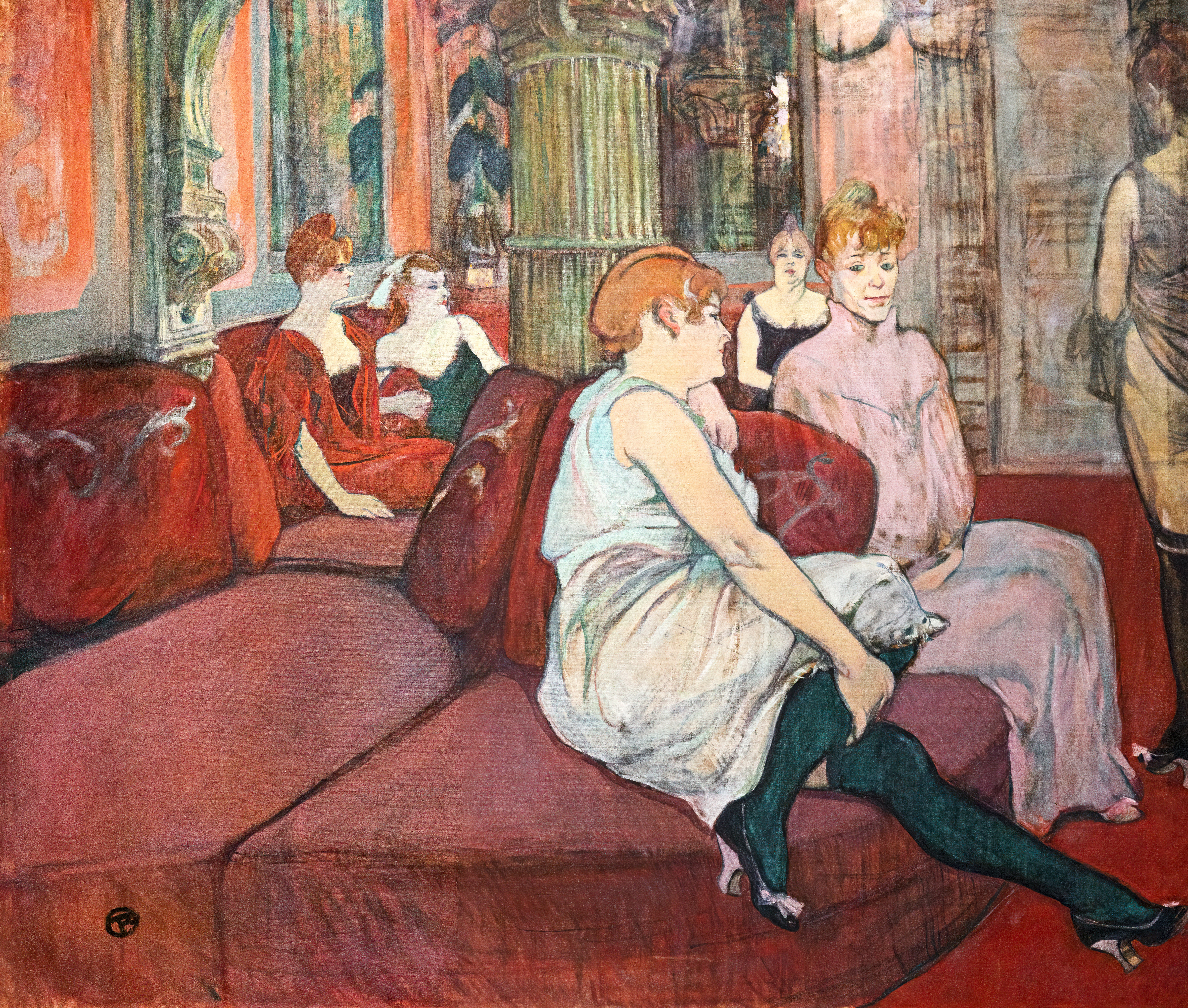
『ムーラン通りのサロン』 "Salon Rue des Moulins" 1894年
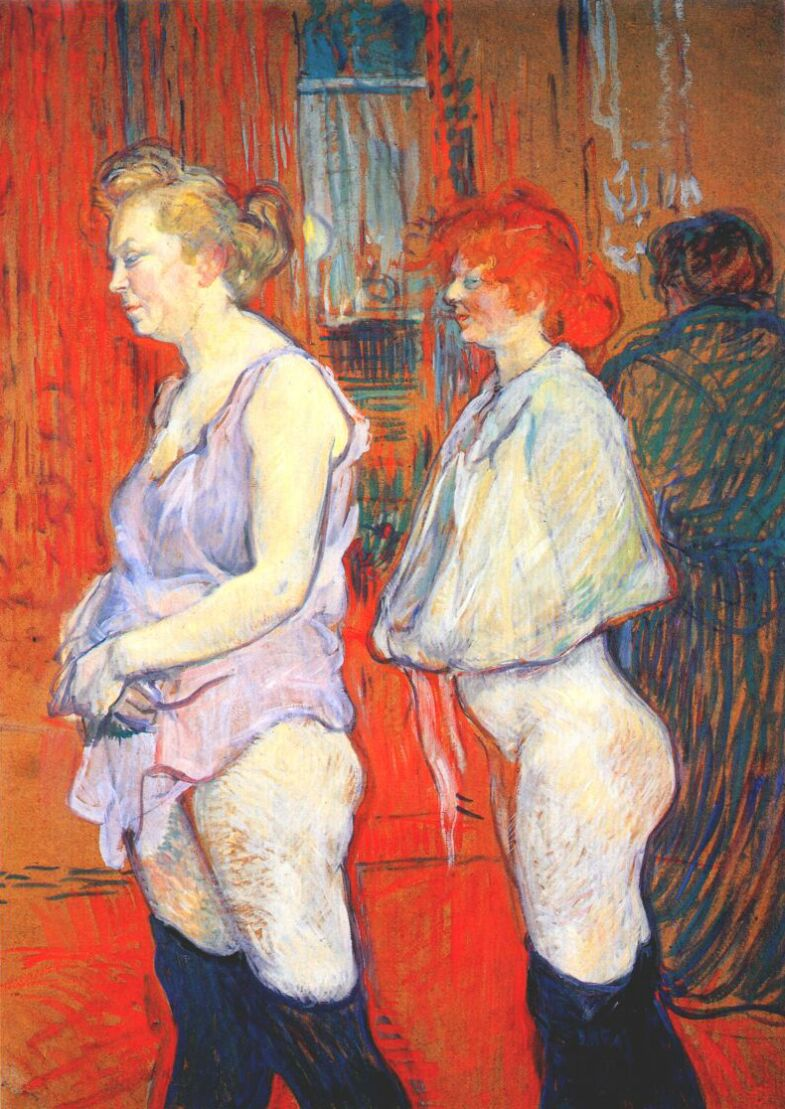
『ムーラン通りの医療検査』 "Inspection médicale rue des Moulins" 1894年
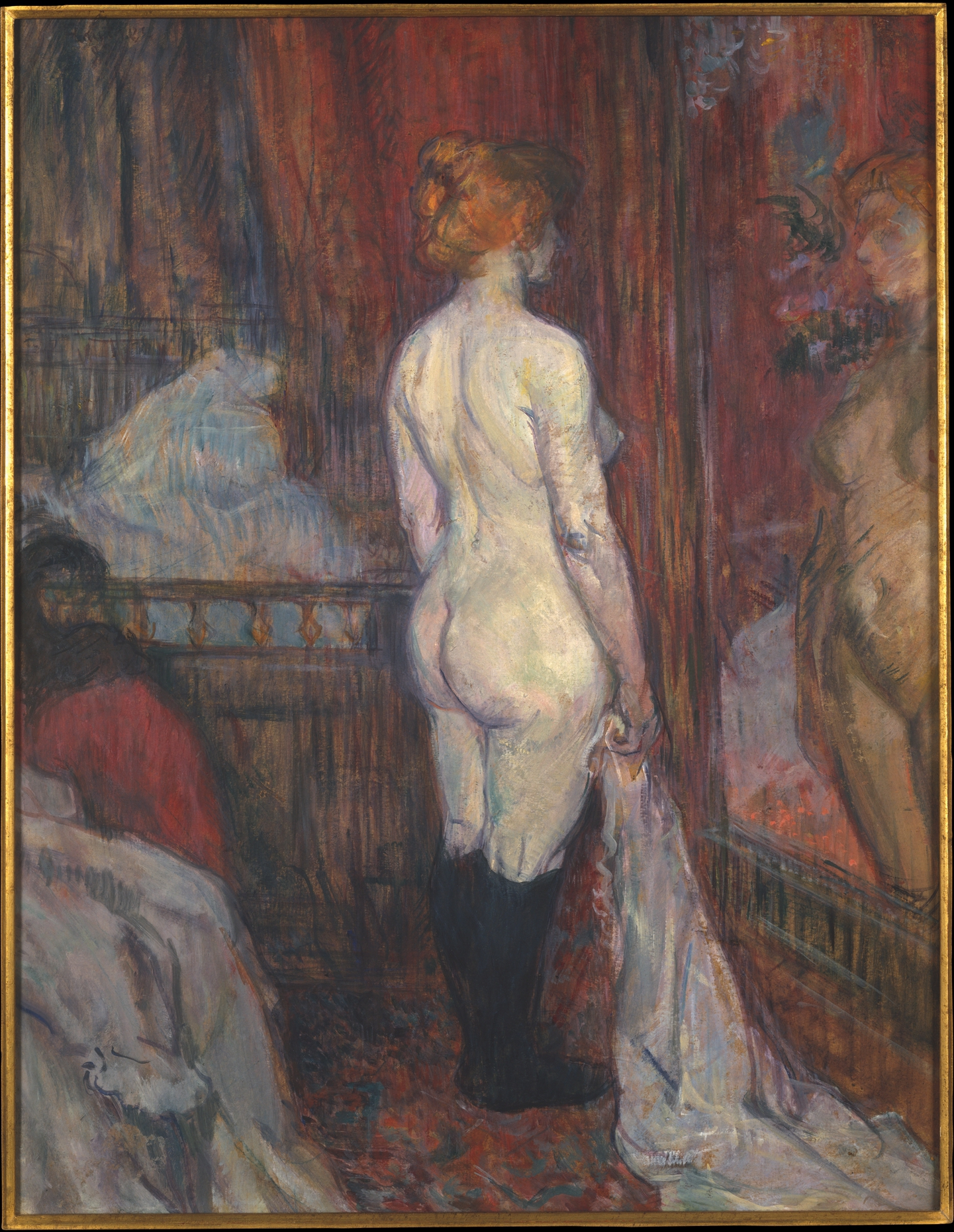
『鏡の前の女性』 "Woman before a Mirror" 1897年

### ポスター

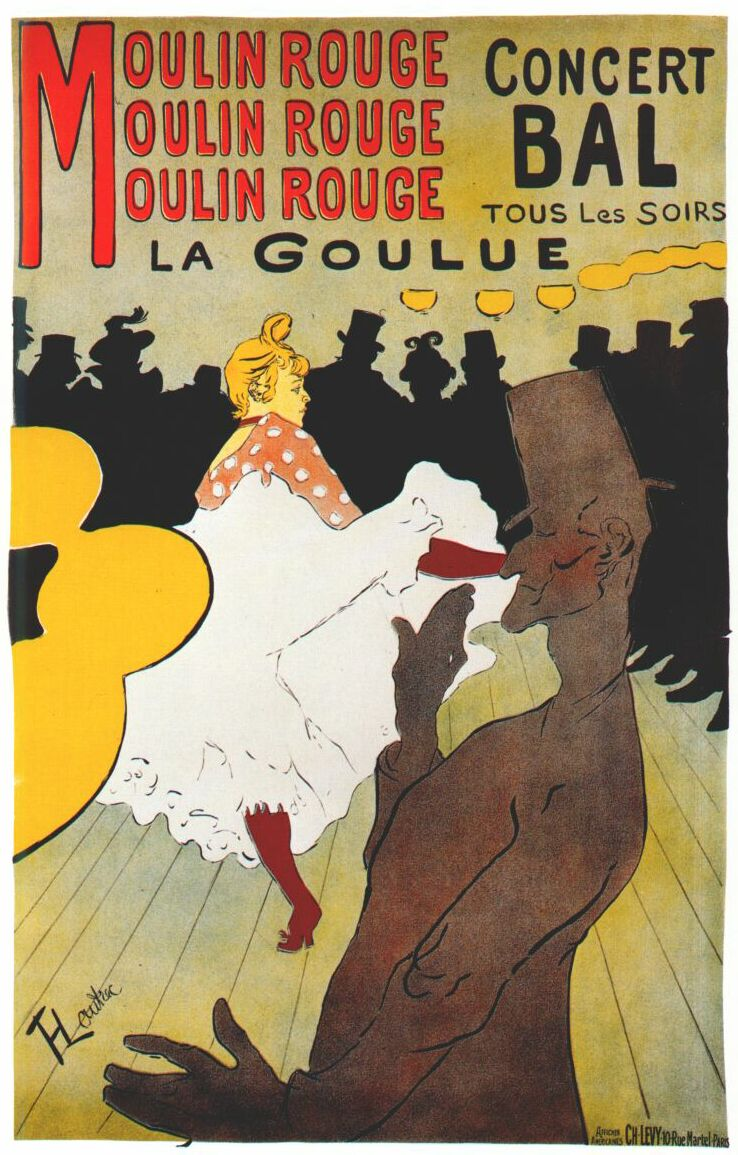
ポスター『ムーラン・ルージュのラ・グリュ』 "Moulin Rouge - La Goulue" 1891年
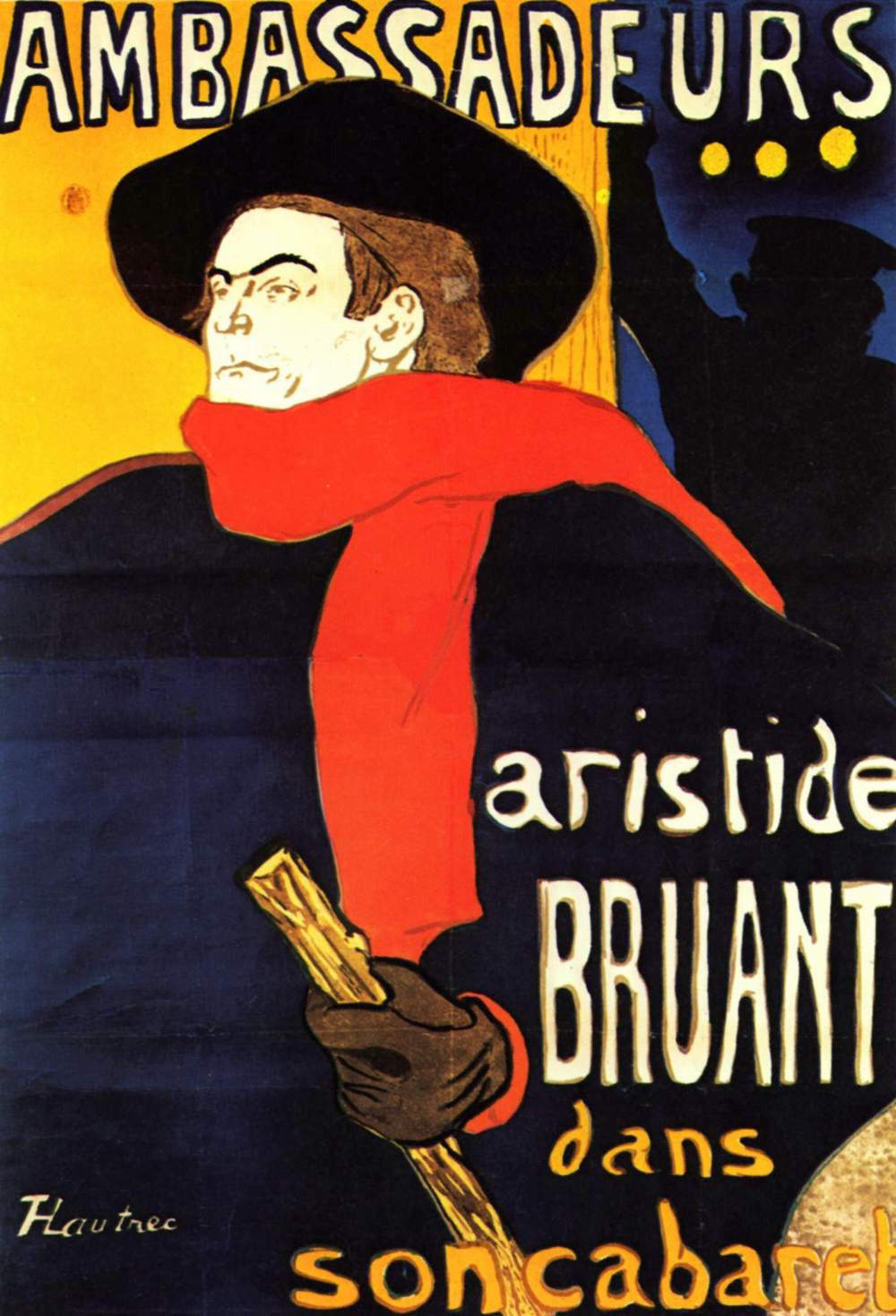
ポスター『アンバサドールのアリスティード・ブリュアン』 "Aristide Bruant dans son cabaret" 1892年
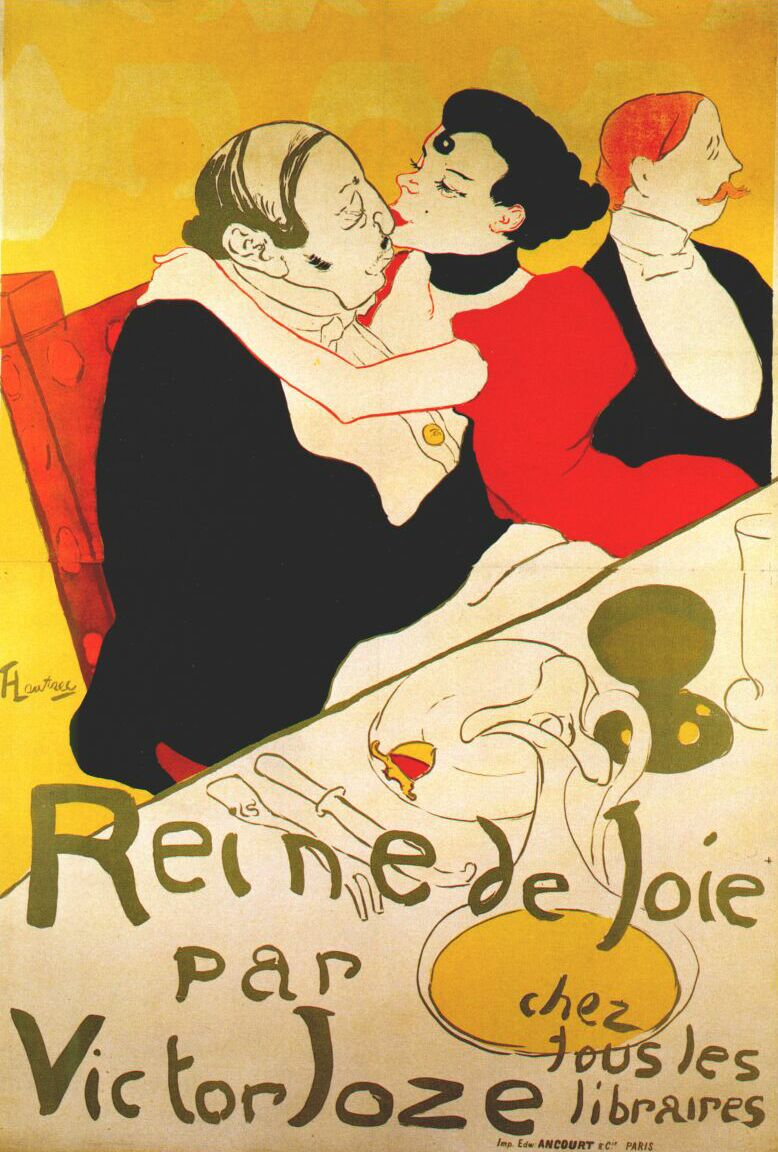
ポスター『喜びの女王』 "Reine de joie" 1892年
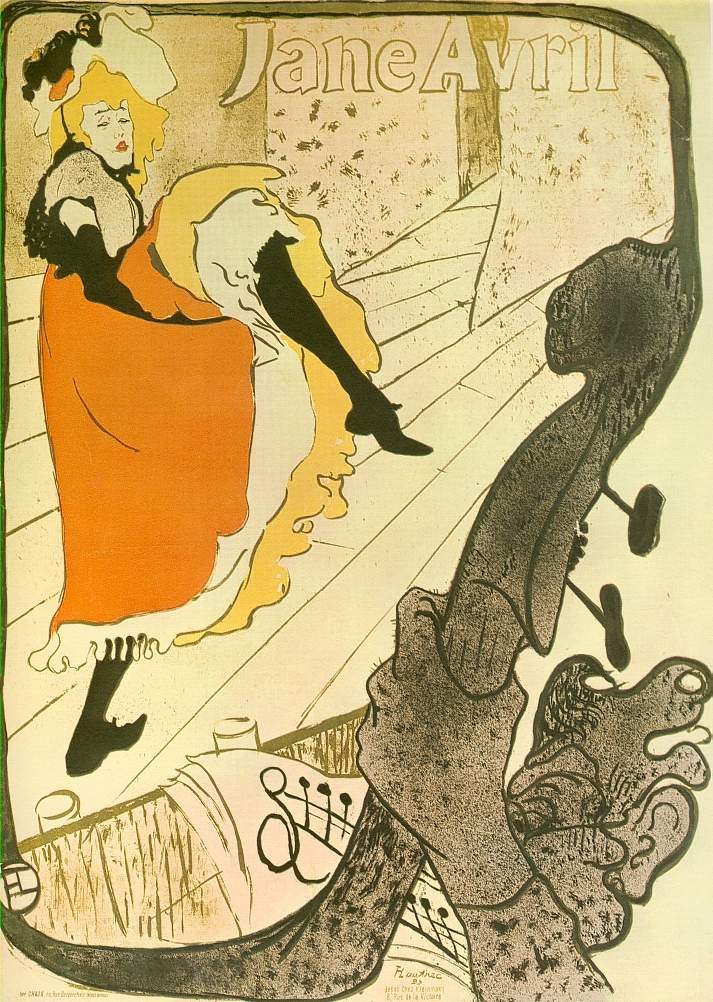
『ジャンヌ・アヴリル』 "Jane Avril" 1893年
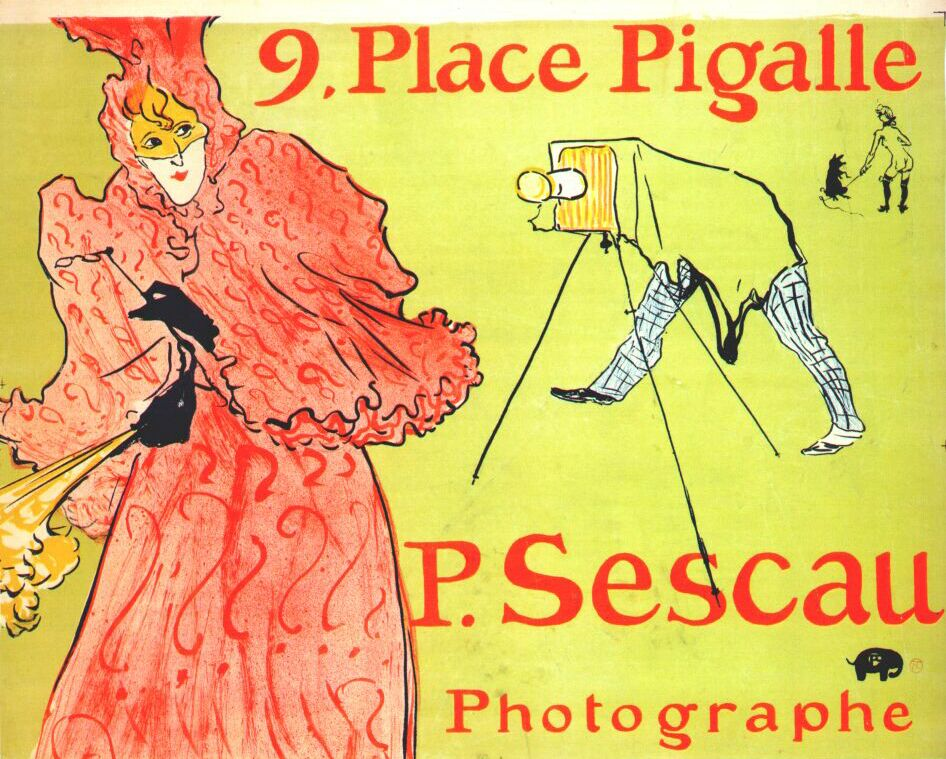
『写真家セスコー』 "Sescau Photographe" 1894年

### 写真

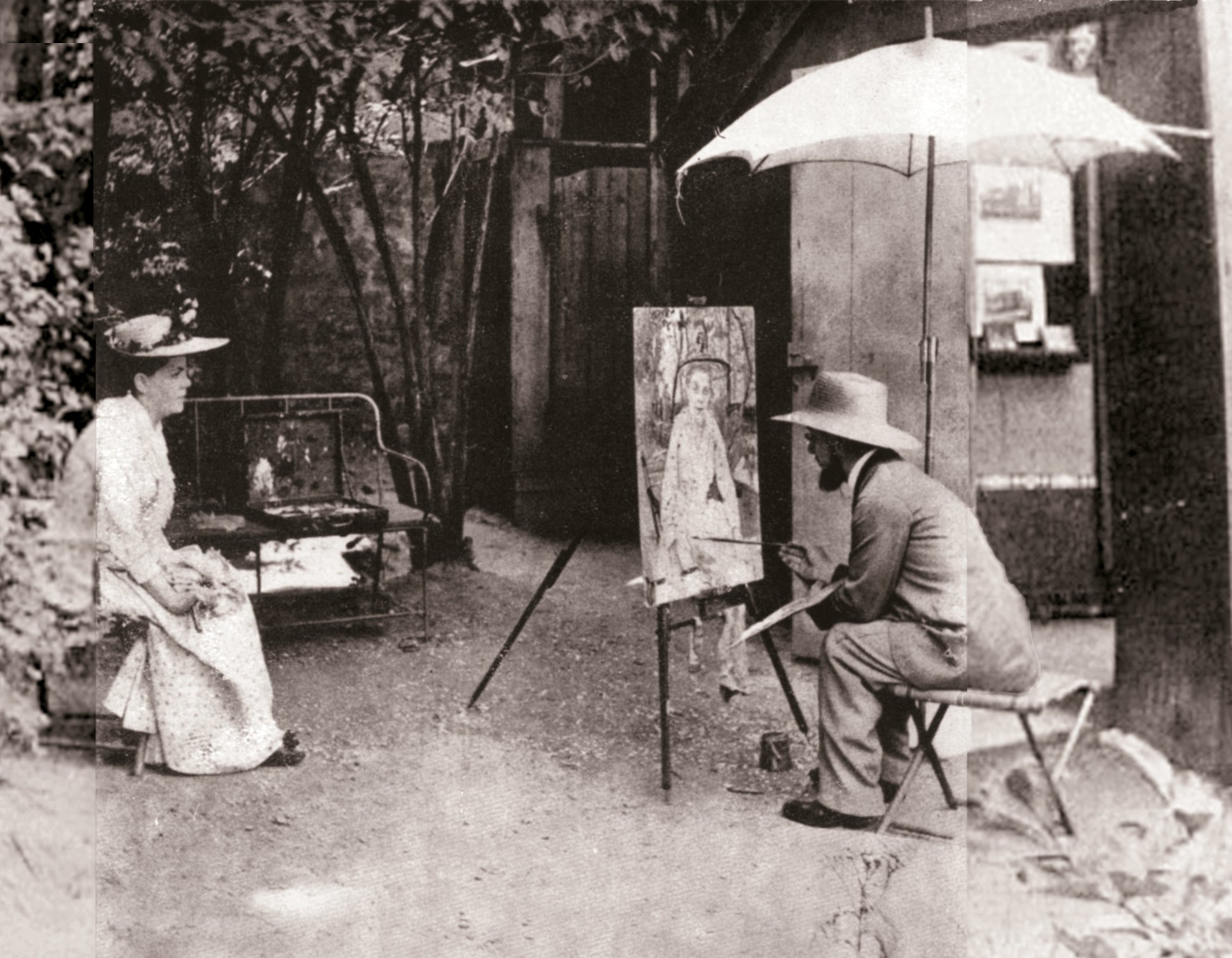
聾唖（ろうあ）のベルタの肖像（1889年頃、ペール森公園、モンマルトル）
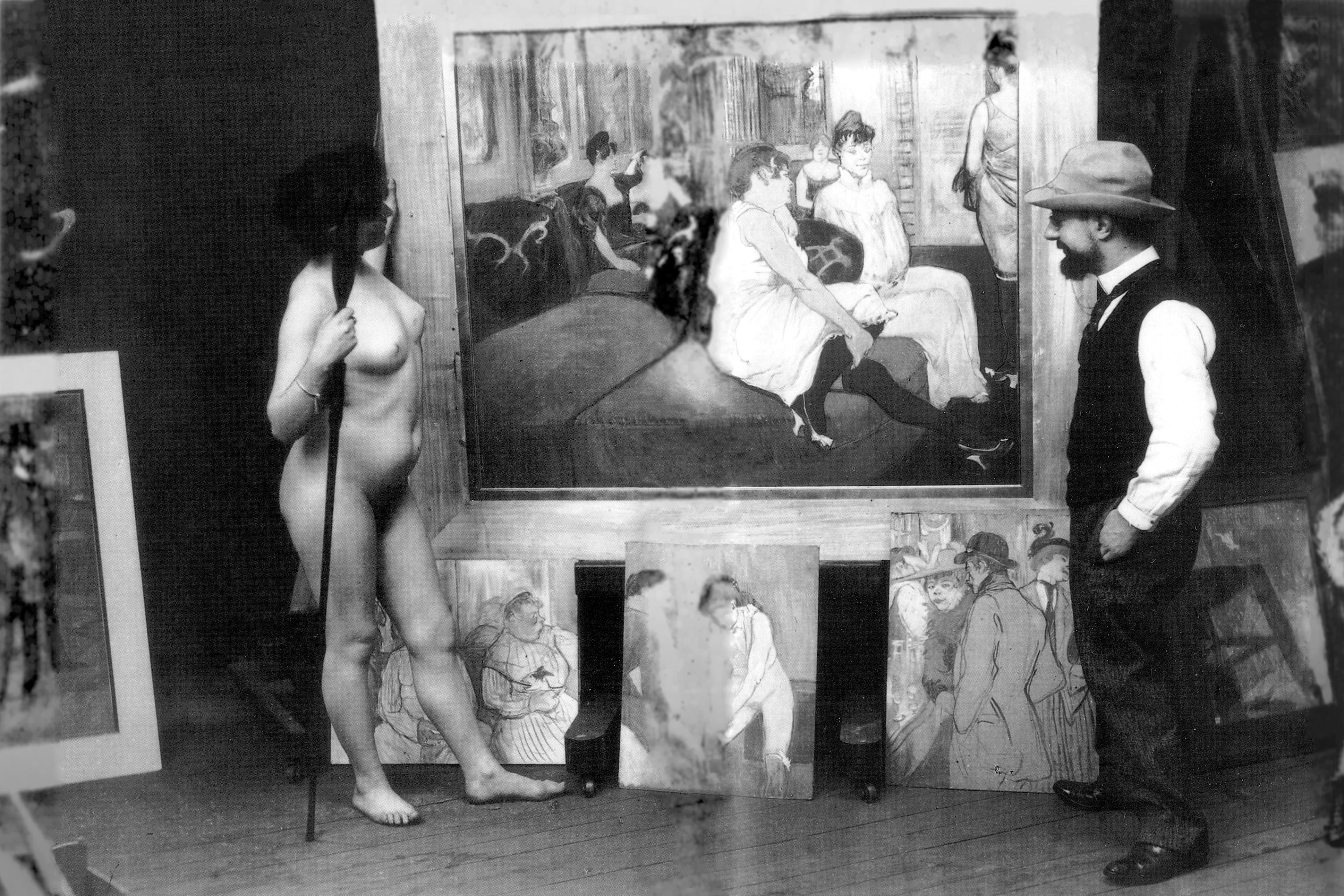
アトリエのトゥールーズ＝ロートレック（1895年）
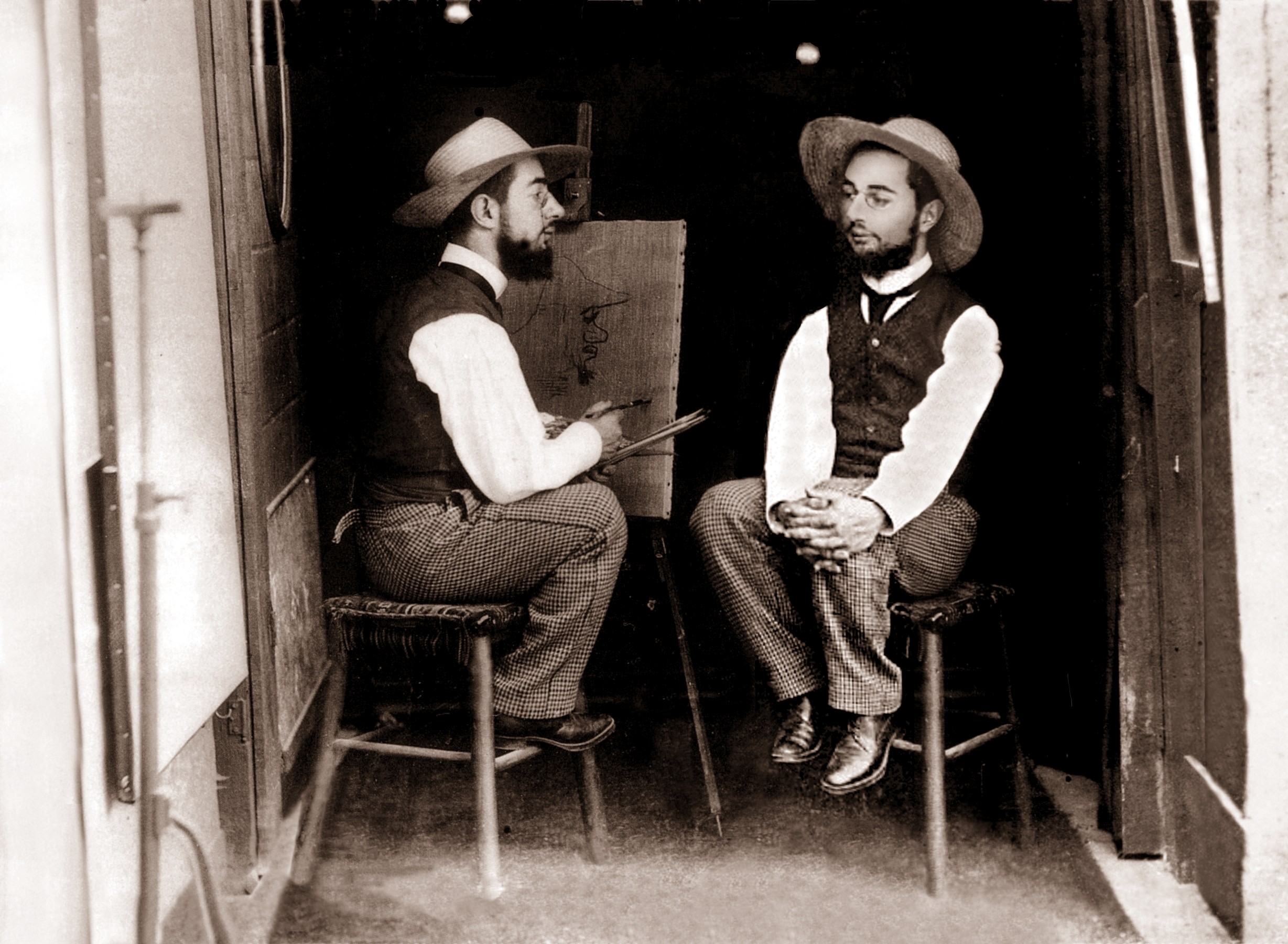
トゥールーズ氏がロートレック氏を描く
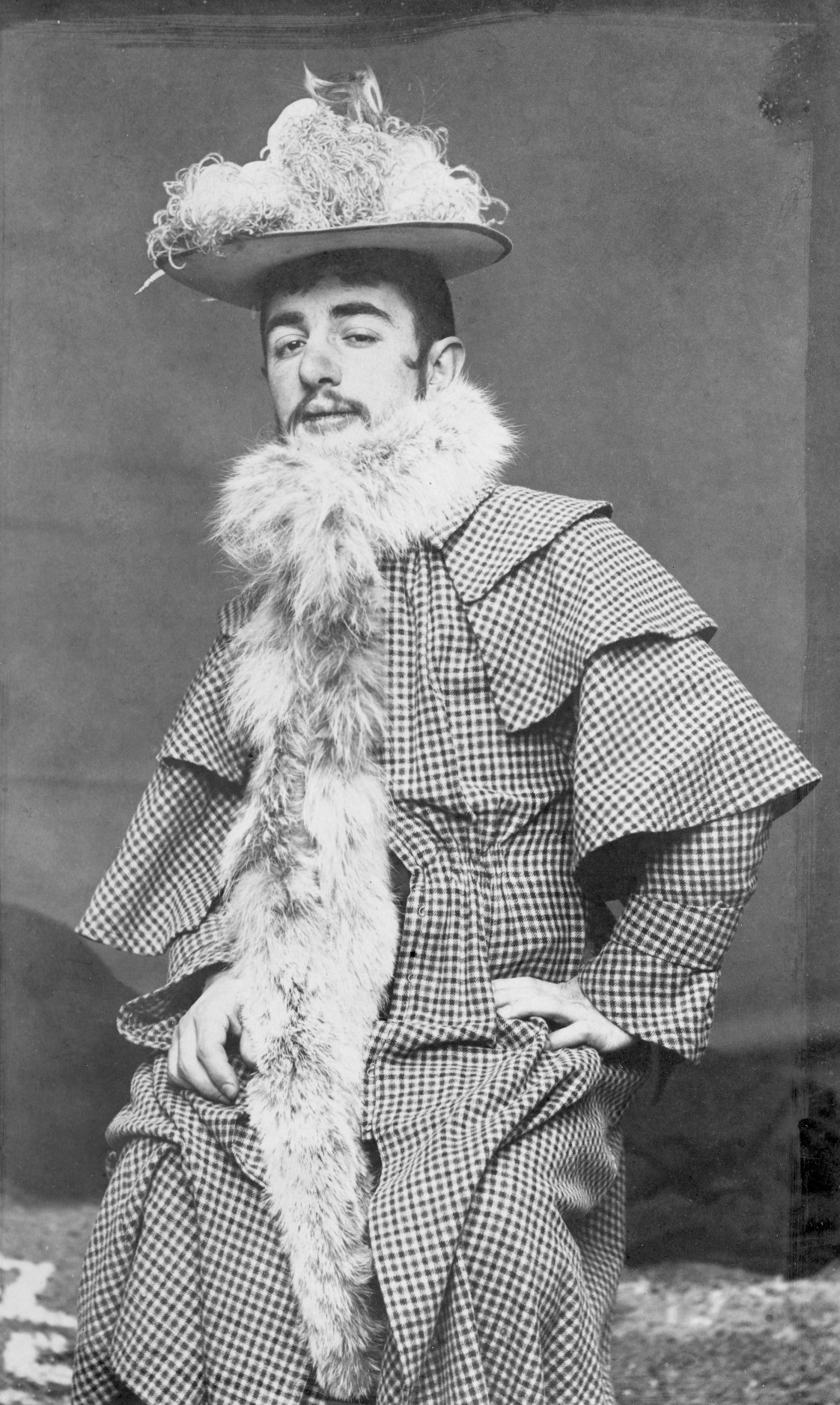
モーリス・ギベール撮影（1892年写真）
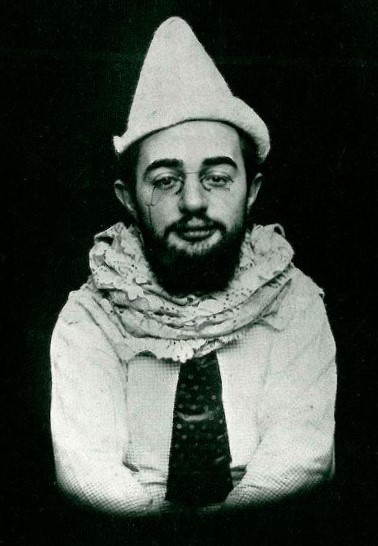
モーリス・ギベール撮影
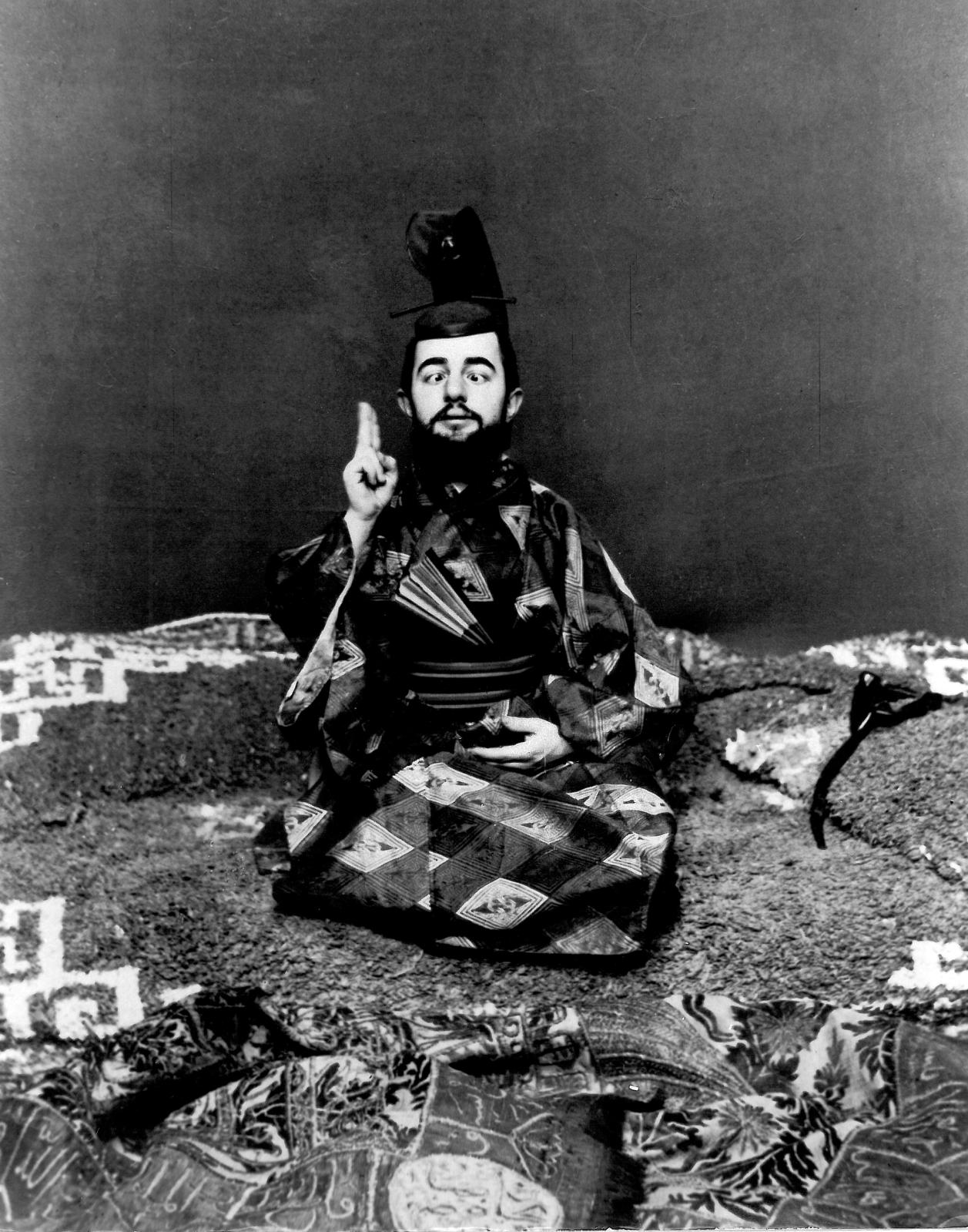
モーリス・ギベール撮影（1887年頃）

他に海岸で排泄をしている写真などが現存する。

## 関連項目

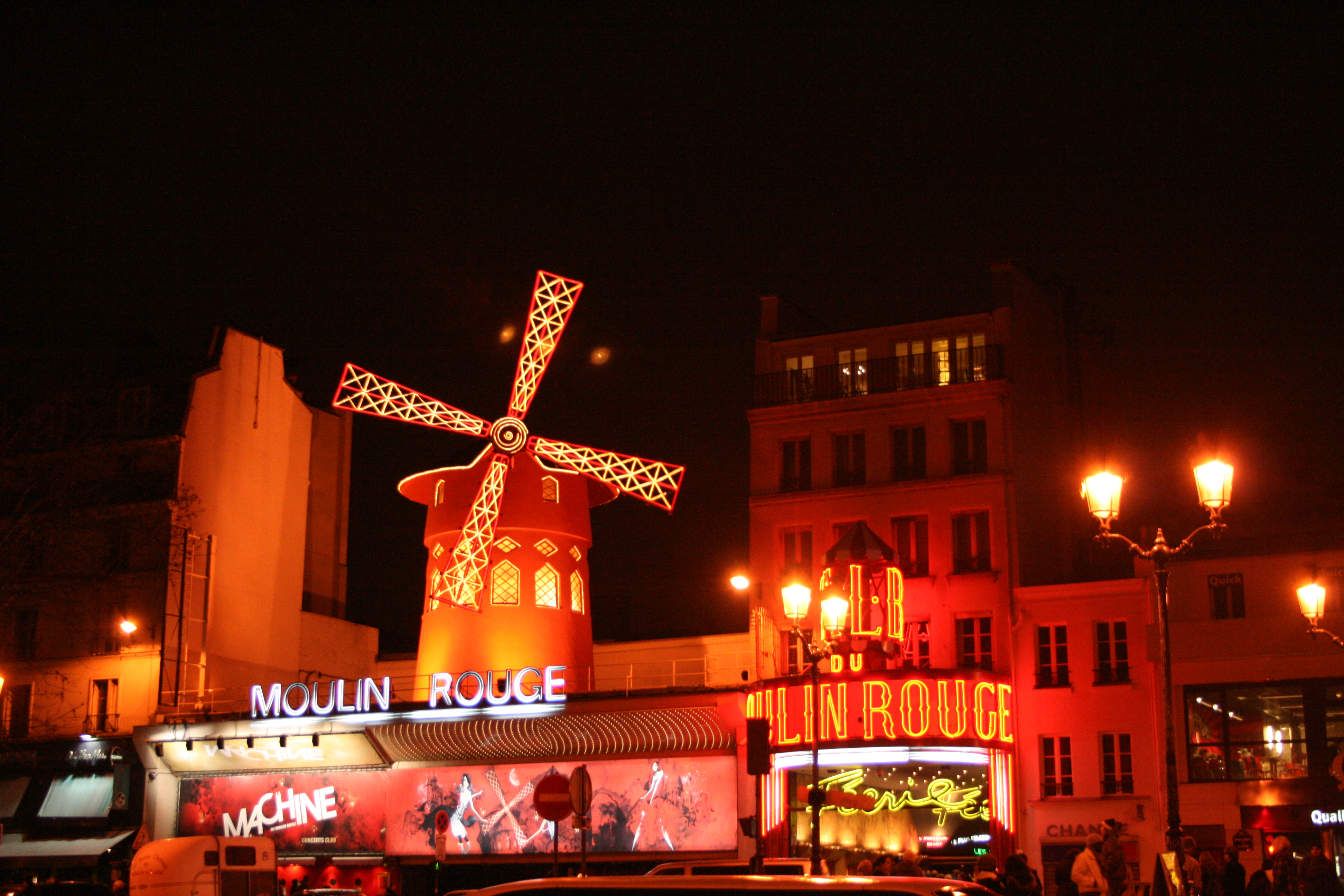
ムーラン・ルージュ（赤い風車）